# Erste Group
Az Erste Group (hivatalos nevén Erste Group Bank AG) Közép-Kelet-Európa egyik legnagyobb pénzügyi szolgáltatója, mely 2020-ban 7 országban 16,1 millió ügyféllel, 46 ezer munkavállalóval és több, mint 2200 bankfiókkal rendelkezett.

## Története
Az Első Osztrák Takarékpénztár (németül: Die Erste österreichische Spar-Casse) 1819. október 4-én nyitotta meg kapuit Bécs Leopoldstadt kerületében. Néhány évvel később, 1827-28-ban nyolc magyar nagyvárosban (Pozsony, Nagyszombat, Érsekújvár, Győr, Zólyom, Szeged, Eszék és Varasd) hosszabb-rövidebb ideig tevékenykedő fiókintézetet nyitott, amelyek idővel elsorvadtak (az utolsó magyarországi fiók 1841-ben fejezte be működését).
1997-ig az Erste Bank osztrák bankként funkcionált. Ez év márciusában indult az egyesülés a GiroCredit-tel, majd még az év folyamán a társaság a bécsi tőzsdére ment. Ugyanebben az évben nyert a Mezőbank privatizációján a GiroCredit, így az osztrák vállalatok fúziója után az Erste első leányvállalata a magyarországi Mezőbank lett, mely 1998. október elsejétől fel is vette az Erste Bank Hungary nevet.
2000-ben többségi tulajdonos lett a cseh Česká spořitelna és a szlovák Slovenská sporiteľňa bankokban (530 illetve 425 millió eurós vételárért), illetve három kisebb horvát bank (Bjelovarska banka, Trgovačka banka, Čakovečka banka) akvizíciójával megalakult az Erste & Steiermärkische Bank.
2002 januárjában fejeződött be az Erste Bank AG által 2000-ben megvásárolt Česká spořitelna átalakítási folyamata, és októberben részvényeit bevezették a prágai tőzsdére. Szeptemberben lezárult a Slovenská sporiteľňa átalakítási folyamata is, és októberben megtörtént a szlovák bank logóváltása is. 2002 májusában az Erste Bank AG megvásárolta a horvát Riječka banka-t és 2003-ban fuzionált a meglévő horvát leányvállalattal, melyben 69%-os tulajdonos. Ezekkel a lépésekkel az Erste-konszern a régió egyik legjelentősebb bankcsoportjává vált.
2003-ban az Erste nyerte meg a tendert a Postabank állami részvénycsomagjára 400 millió eurós (101 milliárd forintos) ajánlatával, mely 2004-ben lett az Erste Bank részévé integrálva.
2005-ben a bankcsoport megvásárolta a Banca Comercială Română-t (BCR), a Románia piacvezető bankját 2,8 millió ügyféllel, 12000 dolgozóval. A 3,751 milliárd euró értékű akvizíció a valaha volt legnagyobb volumenű külföldi befektetés egy osztrák vállalattól, egyben a legnagyobb méretű román privatizációs ügylet.
Szintén 2005-ben az Erste belépett a szerb piacra is: 83,28%-os részt vásárolt az újvidéki Novosadska banka a.d.-ben.
2007-ben az Erste belépett az ukrán piacra a Bank Prestige megvásárlásával, ám ezt a leányvállalatot 2013-ban értékesítette a Fidobank részére.

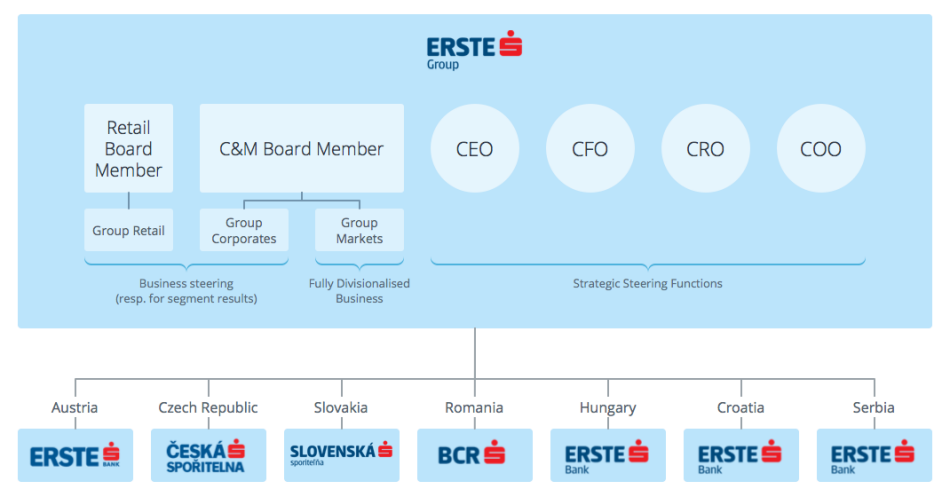
Az Erste Group struktúrája

2008. augusztus 9-én az Erste Bank Oesterreich szervezeti átalakuláson esett át, és ekkor alakult meg formálisan az Erste Group Bank AG anyabank és vált külön az Erste Bank der österreichischen Sparkassen AG osztrák leányvállalattól.
Az Erste Grop a Basel II szabályozást 2007 első negyedévétől vezette be.
Az Erste Group az ATX osztrák, a PX cseh és a CEETX tőzsdeindexek részét képezi, az Erste-részvényeket a bécsi, a prágai és bukaresti értéktőzsdén jegyzik.

## Székhelye
2012-ben kezdődött az építése, és 2016 tavaszán készült el az Erste Campus az újonnan épülő Belvedere negyed egyik legelső épületeként, mely a korábbi Wien Südbahnhof területén helyezkedik el, 165 ezer négyzetméternyi irodaterületen.

## Vezetői
1997 júliusátől 2019 végéig Andreas Treichl volt a bankcsoport vezérigazgatója, 2020 elejétől vette át feladatait Bernhald Spalt, aki korábban, 2012 és 2015 között a magyar leányvállalatnál CRO (kockázatkezelési vezérigazgató-helyettes) pozícióban is megfordult. Spalt 2022 májusi lemondását követően 2022. július 1-től Willibald Cernko vette át a cég irányítását. Őt 2024. július 1-től Peter Bosek követte a vállalat élén.

## Fordítás
- Ez a szócikk részben vagy egészben a Erste Group című angol Wikipédia-szócikk ezen változatának fordításán alapul.  Az eredeti cikk szerkesztőit annak laptörténete sorolja fel. Ez a jelzés csupán a megfogalmazás eredetét és a szerzői jogokat jelzi, nem szolgál a cikkben szereplő információk forrásmegjelöléseként.